# Leucania robusta
Leucania robusta là một loài bướm đêm trong họ Noctuidae.